# والاس ودورث
والاس ودورث هو سياسي أمريكي، ولد في 28 يوليو 1832 في جانزتاون في الولايات المتحدة، وتوفي في 13 سبتمبر 1882 في لوس أنجلوس في الولايات المتحدة.